# 許聰
許聰（1427年—1471年），字聽德，陝西西安府咸寧縣人，明朝政治人物。

## 生平
景泰四年（1453年）癸酉科陝西鄉試第二十九名舉人，天順元年（1457年）中式丁丑科會試第一百二十八名，三甲第六十名進士。成化四年（1468年）七月任吉安府知府，因嚴刑入獄死者五十餘人，遭江西按察司副使夏寅論劾，七年（1471年）被逮入京，十月被處決。

## 家族
曾祖許允嚴；祖父許恭；父許福。